# François-Louis Lesueur
Pour les articles homonymes, voir Lesueur.

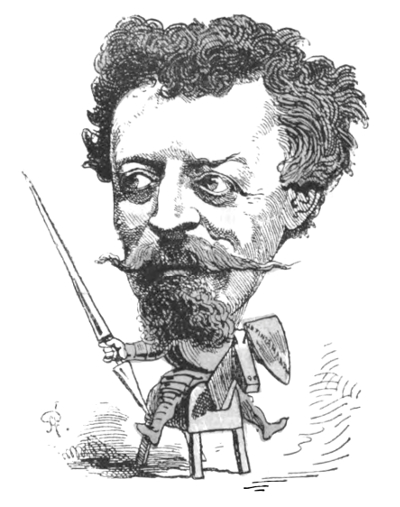
Caricature de Lesueur parue dans Le Trombinoscope de Touchatout en 1875.

François-Louis Lesueur, dit simplement Lesueur, est un acteur français né à Paris le 10 janvier 1819, et mort à Bougival le 4 mai 1876.

## Biographie

### Jeunesse et débuts
François-Louis Lesueur nait dans une famille pauvre. À treize ans, son père, militaire en retraite, le fait entrer dans une papeterie de la rue Saint-Denis. Lesueur hésite longtemps à se lancer dans la carrière d'acteur, probablement pour ne pas déplaire à son père. Mais sa réputation de comique ne cesse de croître.

### Carrière théâtrale
C'est à l'âge de vingt ans, qu'il fait ses débuts, sous le nom de scène de Francisque de Saint-Marcel, au théâtre Saint-Marcel éponyme.
Du théâtre Saint-Marcel, le nouveau comédien prend son envol vers le théâtre du Panthéon, où il continue de se faire appeler Francisque de Saint-Marcel. Il pour traverser enfin la Seine et se fait engager au théâtre de la Gaîté, où il est remarqué sous son nom de Lesueur, dans Martin et Bamboche et Guillaume le débardeur. 
On montait à l'époque, au Cirque-Olympique, une pièce intitulée La Poule aux œufs d'or et il manquait un acteur pour jouer le rôle de Babolein. Plein d'audace, Lesueur se présente et est engagé. 
Adolphe Lemoine dit Montigny, directeur du théâtre du Gymnase, le voit jouer et, séduit, décide de l'engager. Selon Augustin Challamel, ce dernier croit pouvoir « tirer parti de cette verve outrancière, de cet organe comique et cahotant, de cette originalité native, de ce feu sacré, dont faisait déjà preuve notre jeune Lesueur, sur ces théâtres de troisième ordre et dans ces pièces grossièrement comiques, mais populaires. » Montigny, qui rivalisait alors avec la Comédie-Française, lui confie en 1848 le rôle d'un idiot dans une pièce de circonstance : Le Socialiste en province. La pièce ne réussit pas.
Lesueur épouse en 1852 une comédienne de la troupe Anna Chéri, sœur de Rose Chéri (Mme Lemoine à la ville), devenant de ce fait le beau-frère de son directeur. Anna Chéri prend alors le pseudonyme de Mme Chéri Lesueur.
C'est à partir de ce moment-là que les rôles qui sont proposés à Lesueur se multiplient. Des rôles moindres d'abord, mais toujours très en évidence, tels que celui du père Violette, le vieil usurier de Mercadet. C'est dans La Partie de Piquet, pièce dans laquelle il interprète un rôle de vieux gentilhomme, maniaque, pointilleux, querelleur et susceptible, que Lesueur donne toute la mesure de son originalité et de son talent. Dans le Fils de Famille, il incarne le maréchal des logis Kirchet ; le rôle de Taupin, un sculpteur méconnu, découragé, et philosophe derrière une barbe hirsute, « engueulant » la société ingrate qui refusait de le connaître et de le reconnaître dans Diane de Lys (1851) d'Alexandre Dumas fils.
En opposition flagrante avec ses trois rôles précédents, Lesueur interprète, dans Le Chapeau d'un horloger (1854) de Delphine de Girardin, la figure d'un domestique, cousin germain de Jocrisse et de Janot. 
Puis, dans Le Gendre de Monsieur Poirier, Lesueur joue de façon magistrale le rôle du bourgeois Poirier.
Dans Le Pressoir, Lesueur change de registre. Il joue pour la première fois au théâtre, le héros de Cervantes, dans le Don Quichotte de Victorien Sardou. Il est alors comparé à Frédérick Lemaître, par l'ampleur et la grandiloquence de son allure et de ses gestes. 
Après de nombreux rôles au théâtre de son beau-frère Montigny, tels que le hargneux Grinchu dans Nos Bons villageois (1866), le gâteux Veaucourtois dans Les Vieux garçons (1865), et bien d'autres. En 1868, Lesueur joue Les Voyages de Gulliver et Poudre de perlimpinpin au théâtre du Châtelet.
Il passe au théâtre des Variétés, y interprète Le Tour du cadran, avant de revenir au berceau de ses premiers pas, le théâtre du Gymnase. 
Il est mort de phtisie à Bougival, le 4 mai 1876, à l'âge de 57 ans.

### Hommages
À sa mort, la Gazette de Paris publie la notice suivante :
« M. Lesueur, l'excellent comédien du Gymnase, est mort le 5 mai, à l'âge de 57 ans. C'est une perte très sensible pour l'art ; Lesueur avait parfois de véritables éclairs de génie, et il a composé certains rôles, tels que ceux de Mercadet dans la pièce de Balzac, Poirier dans le Gendre de Monsieur Poirier, le maréchal des logis du Fils de famille, Grinchu de Nos Bons Villageois, etc., avec une science et une originalité remarquables. 
Il avait joué dans sa jeunesse, au petit théâtre Saint-Marcel, sous un pseudonyme assez bizarre ; il se l'était fabriqué avec le nom même de son théâtre, et se faisait appeler Francisque de Saint-Marcel. »
Dans Souvenirs d'un hugolâtre : La Génération de 1830, Augustin Challamel dit de lui :
« Le talent de Lesueur était un amalgame de grotesque et de sublime, superbe dans le grotesque, admirable dans le sublime. »

## Sources et bibliographie
- Augustin Challamel, Souvenirs d'un hugolâtre : La Génération de 1830 sur Google Livres, J. Lévy, 1885.
- Louis Péricaud, Le Panthéon des comediens de Molière à Coquelin aîné : notices biographques sur Google Livres, E. Fasquelle, 1922.